# Rožnovská brázda
Rožnovská brázda je geomorfologický celek, údolí v západní části Západních Beskyd, ležící v okrese Vsetín ve Zlínském kraji.

## Poloha a sídla

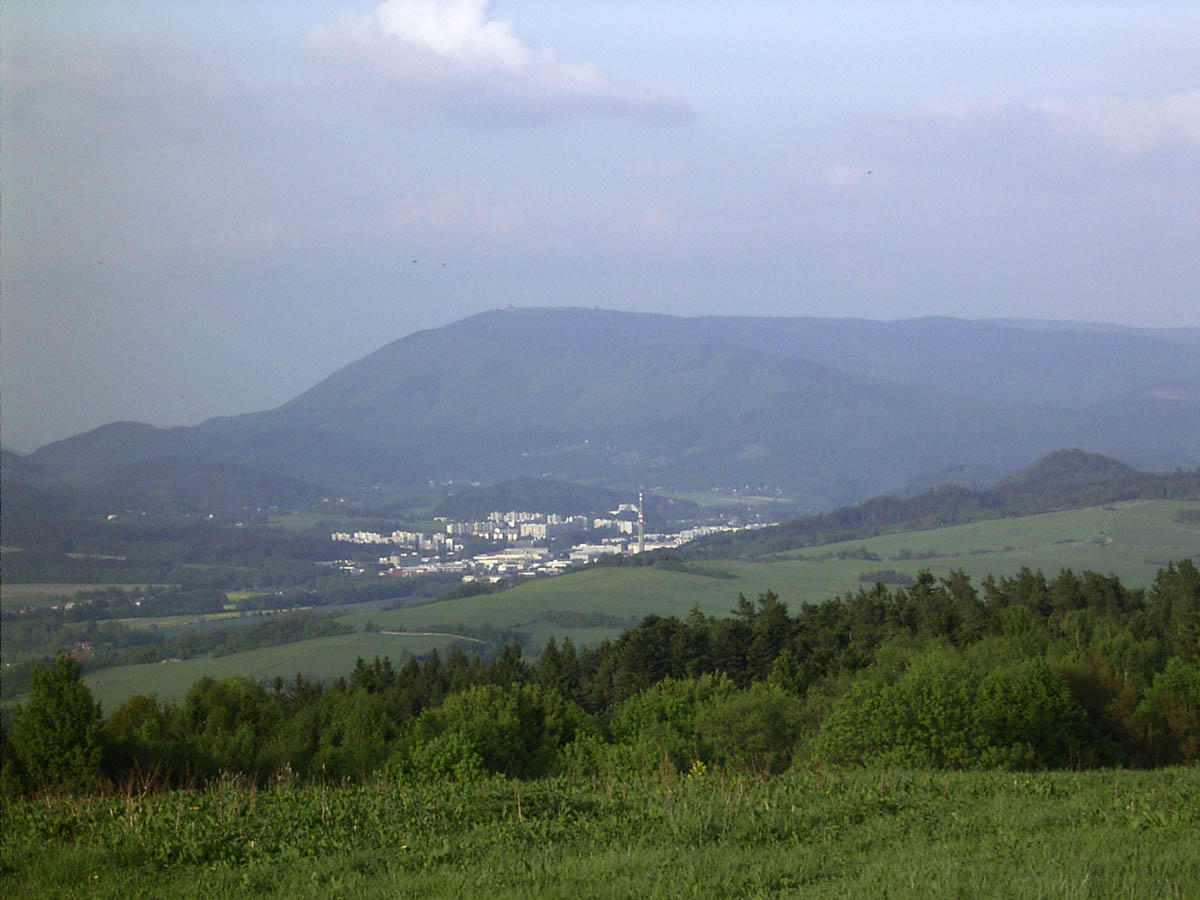
Město Rožnov pod Radhoštěm v Rožnovské brázdě

Celek se rozkládá podél toku Rožnovské Bečvy mezi Valašským Meziříčím na západě a Horní Bečvou na východě. Rožnovská brázda také odděluje Vsetínské vrchy od Moravskoslezských Beskyd. Uvnitř celku leží sídla Zašová, Zubří, Rožnov pod Radhoštěm, Dolní Bečva, Prostřední Bečva a několik dalších.

## Charakter území
Sníženina ve složitě zvrásněných souvrstvích jílovců, slepenců a pískovců převážně istebňanského a godulského souvrství, méně krosněnského a menilitového souvrství slezské jednotky. V jižní části brázdy vystupují flyšové vrstvy račanské jednotky. Erozně denudační povrch se stopami mladotřetihorního zarovnání, četnými slepencovými a pískovcovými tvrdoši (např. Láz 547 m, Chlácholov 559 m, Lipůvka 447 m), periglaciálními mrazovými sruby a strukturními terasami. Jsou zde rozsáhlé sesuvy (např. Rysová hora 554 m).

## Geomorfologické členění
Celek Rožnovská brázda (dle značení Jaromíra Demka IXE-2) náleží do oblasti Západní Beskydy. Dále se člení na okrsky Vigantická pahorkatina (IXE-2-1) na východě a Zašovská pahorkatina (IXE-2-2) na západě.
Brázda sousedí se dvěma celky Západních Beskyd (Moravskoslezské Beskydy na severovýchodě a Hostýnsko-vsetínská hornatina na jihozápadě) a s jedním celkem Západobeskydského podhůří (Podbeskydská pahorkatina na severozápadě).
Geomorfologické členění Rožnovské brázdy uvádí následující tabulka:
| Okrsek                 | Nejvyšší bod       |
| ---------------------- | ------------------ |
| Vigantická pahorkatina | Požiska (596 m)    |
| Zašovská pahorkatina   | Chlácholov (559 m) |

## Významné vrcholy
Nejvyšším pojmenovaným vrcholem jsou Požiska (596 m), avšak nejvyšším nepojmenovaným vrcholem je kóta 646 m na souřadnicích 49°25′33″ s. š., 18°19′2″ v. d..
- Požiska (596 m), Vigantická pahorkatina
- Poskla (576 m), Vigantická pahorkatina
- Chlácholov (559 m), Zašovská pahorkatina
- Rysová hora (554 m), Vigantická pahorkatina
- Láz (547 m), Zašovská pahorkatina
- Vápenka (523 m), Zašovská pahorkatina
- Hradisko (520 m), Zašovská pahorkatina
- Lipůvka (447 m), Zašovská pahorkatina